# 沈富
沈富（1430年—？），字好禮，浙江杭州府錢塘縣人，民籍，明朝政治人物。進士出身。

## 生平
景泰四年（1453年）癸酉科浙江鄉試第六十四名。景泰五年（1454年）聯捷甲戌科會試第三百四十九名，殿試登進士第二甲第九十一名。天順四年四月擢授南京主事。官至廣南府知府。

## 家族
曾祖沈汝林。祖父沈廷光。父沈敬宗。